# Liste des gouverneurs du Michigan
Le gouverneur du Michigan (en anglais : Governor of Michigan) est le chef de l'exécutif de l'État du Michigan. Depuis la révision constitutionnelle de 1963, son mandat est de quatre ans et débute le 1er janvier à midi de l'année suivant l'élection. Nul ne peut être élu plus de deux fois.
Depuis le 1er janvier 2019, la fonction est exercée par la démocrate Gretchen Whitmer, élue le 6 novembre 2018.
Les tableaux ci-dessous présentent une liste des gouverneurs de l'État américain du Michigan, du plus ancien au plus récent.

## Gouverneurs du territoire du Michigan
Le territoire du Michigan (en anglais: Michigan Territory) était un territoire non-incorporé des États-Unis au début du XIXe siècle, entre le 30 juin 1805 et le 26 janvier 1837, lorsqu'il devint le Michigan, 26e État de l'Union.
| Nom                 | Début du mandat   | Fin du mandat     |
| ------------------- | ----------------- | ----------------- |
| William Hull        | 1er mars 1805     | 29 octobre 1813   |
| Lewis Cass          | 29 octobre 1813   | 6 août 1831       |
| George Bryan Porter | 6 août 1831       | 6 juillet 1834    |
| Stevens T. Mason    | 6 juillet 1834    | 15 septembre 1835 |
| John S. Horner      | 15 septembre 1835 | 3 juillet 1836    |

## Gouverneurs de l'État de Michigan

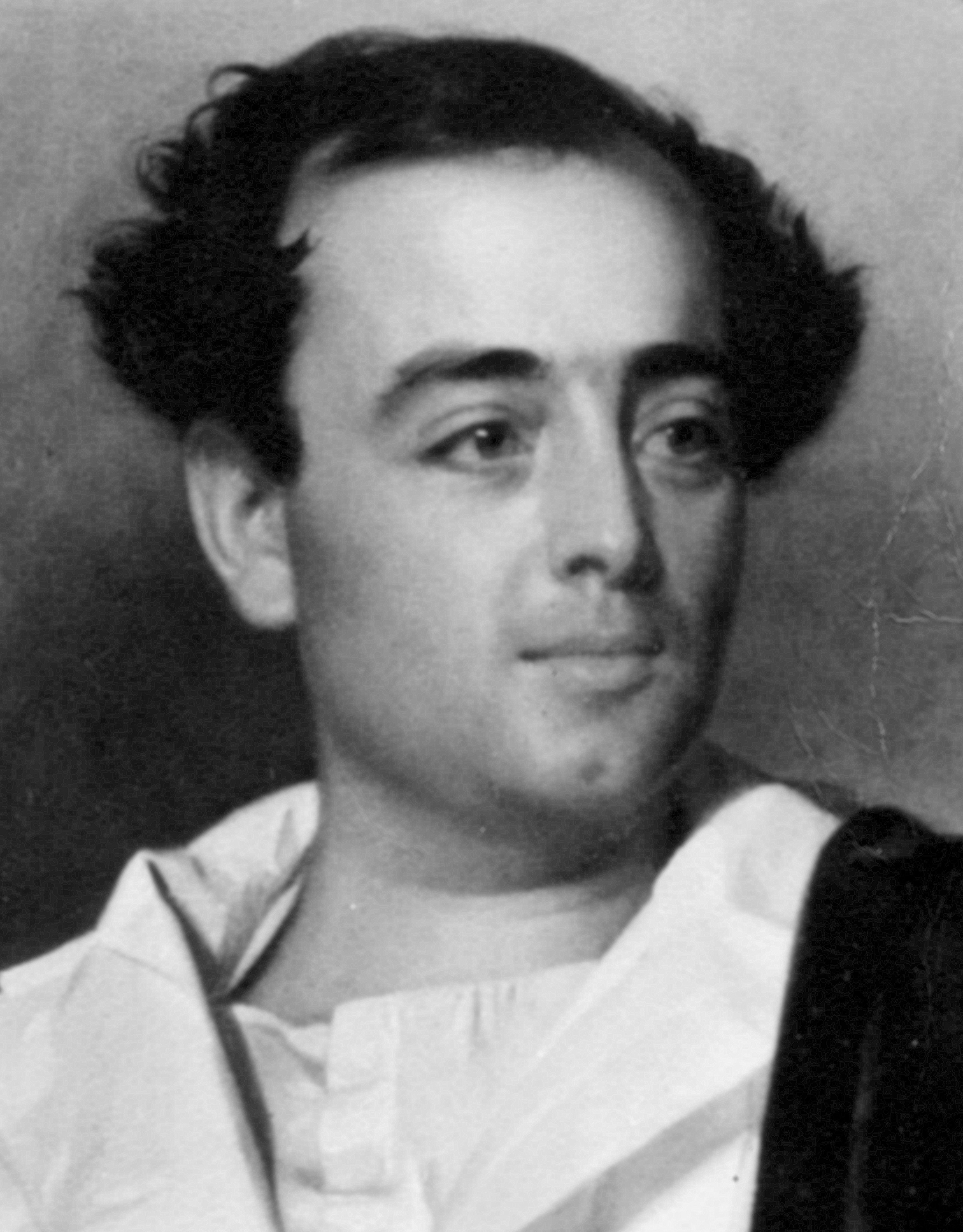
Stevens T. Mason fut le premier gouverneur du Michigan

| Ordre | Nom                      | Début du mandat  | Fin du mandat    | Parti       |
| ----- | ------------------------ | ---------------- | ---------------- | ----------- |
| 1     | Stevens T. Mason         | 26 janvier 1837  | 7 janvier 1840   | Démocrate   |
| 2     | William Woodbridge       | 7 janvier 1840   | 23 février 1841  | Whig        |
| 3     | J. Wright Gordon         | 23 février 1841  | 3 janvier 1842   | Whig        |
| 4     | John S. Barry            | 3 janvier 1842   | 5 janvier 1846   | Démocrate   |
| 5     | Alpheus Felch            | 5 janvier 1846   | 3 mars 1847      | Démocrate   |
| 6     | William L. Greenly       | 4 mars 1847      | 3 janvier 1848   | Démocrate   |
| 7     | Epaphroditus Ransom      | 3 janvier 1848   | 7 janvier 1850   | Démocrate   |
| 8     | John S. Barry            | 7 janvier 1850   | 1er janvier 1852 | Démocrate   |
| 9     | Robert McClelland        | 1er janvier 1852 | 7 mars 1853      | Démocrate   |
| 10    | Andrew Parsons           | 8 mars 1853      | 3 janvier 1855   | Démocrate   |
| 11    | Kinsley S. Bingham       | 3 janvier 1855   | 5 janvier 1859   | Républicain |
| 12    | Moses Wisner             | 5 janvier 1859   | 2 janvier 1861   | Républicain |
| 13    | Austin Blair             | 2 janvier 1861   | 3 janvier 1865   | Républicain |
| 14    | Henry H. Crapo           | 3 janvier 1865   | 6 janvier 1869   | Républicain |
| 15    | Henry P. Baldwin         | 6 janvier 1869   | 1er janvier 1873 | Républicain |
| 16    | John J. Bagley           | 1er janvier 1873 | 3 janvier 1877   | Républicain |
| 17    | Charles Croswell         | 3 janvier 1877   | 1er janvier 1881 | Républicain |
| 18    | David Jerome             | 1er janvier 1881 | 1er janvier 1883 | Républicain |
| 19    | Josiah Begole            | 1er janvier 1883 | 1er janvier 1885 | Démocrate   |
| 20    | Russell Alger            | 1er janvier 1885 | 1er janvier 1887 | Républicain |
| 21    | Cyrus G. Luce            | 1er janvier 1887 | 1er janvier 1891 | Républicain |
| 22    | Edwin B. Winans          | 1er janvier 1891 | 1er janvier 1893 | Démocrate   |
| 23    | John T. Rich             | 1er janvier 1893 | 1er janvier 1897 | Républicain |
| 24    | Hazen S. Pingree         | 1er janvier 1897 | 1er janvier 1901 | Républicain |
| 25    | Aaron T. Bliss           | 1er janvier 1901 | 1er janvier 1905 | Républicain |
| 26    | Fred M. Warner           | 1er janvier 1905 | 2 janvier 1911   | Républicain |
| 27    | Chase Osborn             | 2 janvier 1911   | 1er janvier 1913 | Républicain |
| 28    | Woodbridge Nathan Ferris | 1er janvier 1913 | 1er janvier 1917 | Démocrate   |
| 29    | Albert Sleeper           | 1er janvier 1917 | 1er janvier 1921 | Républicain |
| 30    | Alex Groesbeck           | 1er janvier 1921 | 1er janvier 1927 | Républicain |
| 31    | Fred Green               | 1er janvier 1927 | 1er janvier 1931 | Républicain |
| 32    | Wilber Marion Brucker    | 1er janvier 1931 | 1er janvier 1933 | Républicain |
| 33    | William Comstock         | 1er janvier 1933 | 1er janvier 1935 | Démocrate   |
| 34    | Frank Fitzgerald         | 1er janvier 1935 | 1er janvier 1937 | Républicain |
| 35    | Frank Murphy             | 1er janvier 1937 | 1er janvier 1939 | Démocrate   |
| 36    | Frank Fitzgerald         | 1er janvier 1939 | 16 mars 1939     | Républicain |
| 37    | Luren Dickinson          | 16 mars 1939     | 1er janvier 1941 | Républicain |
| 38    | Murray Van Wagoner       | 1er janvier 1941 | 1er janvier 1943 | Démocrate   |
| 39    | Harry Kelly              | 1er janvier 1943 | 1er janvier 1947 | Républicain |
| 40    | Kim Sigler               | 1er janvier 1947 | 1er janvier 1949 | Républicain |
| 41    | G. Mennen Williams       | 1er janvier 1949 | 1er janvier 1961 | Démocrate   |
| 42    | John Swainson            | 1er janvier 1961 | 1er janvier 1963 | Démocrate   |
| 43    | George W. Romney         | 1er janvier 1963 | 22 janvier 1969  | Républicain |
| 44    | William Milliken         | 22 janvier 1969  | 1er janvier 1983 | Républicain |
| 45    | James Blanchard          | 1er janvier 1983 | 1er janvier 1991 | Démocrate   |
| 46    | John Engler              | 1er janvier 1991 | 1er janvier 2003 | Républicain |
| 47    | Jennifer Granholm        | 1er janvier 2003 | 1er janvier 2011 | Démocrate   |
| 48    | Rick Snyder              | 1er janvier 2011 | 1er janvier 2019 | Républicain |
| 49    | Gretchen Whitmer         | 1er janvier 2019 | en cours         | Démocrate   |

## Dans la fiction
- Dans la série Designated Survivor (depuis 2016), John Royce (joué par Michael Gaston) est le gouverneur du Michigan.